# 亞飛與亞基
《亞飛與亞基》（英語：The Days of Being Dumb，又稱《亞飛與亞基：錯在黑社會的日子》）是1992年上映的一部香港喜劇電影，由柯受良執導，梁朝偉及張學友主演。本片為電影人製作有限公司（United Filmmakers Organization）之創業作。

## 角色
| 演員   | 角色               |
| 梁朝偉 | 童飛（亞飛）       |
| 張學友 | 麥基（亞基）       |
| 袁詠儀 | 真真               |
| 湯鎮業 | 關公（又稱：關爺） |
| 曾志偉 | 肥波               |
| 程守一 | 金牙成             |

## 電影歌曲
'暗戀你' / 作曲, Shogo Hamada ; 編曲, 趙增熹 ; 填詞, 劉卓輝 ; 主唱, 張學友 ; 提供, 寶麗金唱片公司. 主題曲.

## 獎項
| 年份 | 頒獎典禮             | 獎項       | 名字   | 結果 |
| ---- | -------------------- | ---------- | ------ | ---- |
| 1993 | 第12屆香港電影金像獎 | 最佳新演員 | 袁詠儀 | 獲獎 |

## 外部連結
- 香港影庫上《亞飛與亞基》的資料（繁體中文）
- 開眼電影網上《咖哩辣椒2之阿飛與阿基》的資料（繁體中文）
- 豆瓣电影上《亚飞与亚基》的資料 （简体中文）
- 时光网上《亚飞与亚基》的資料（简体中文）
- AllMovie上《亞飛與亞基》的资料（英文）
- 爛番茄上《亞飛與亞基》的資料（英文）
- 互联网电影数据库（IMDb）上《亞飛與亞基》的资料（英文）